# Hoa hồng trên ngực trái
Hoa hồng trên ngực trái (tên cũ: Em đồng ý ly hôn) là một bộ phim truyền hình được thực hiện bởi Trung tâm Phim truyền hình Việt Nam, Đài Truyền hình Việt Nam do Vũ Trường Khoa làm đạo diễn. Phim phát sóng vào lúc 21h40 thứ 4, 5 hàng tuần bắt đầu từ ngày 7 tháng 8 năm 2019 và kết thúc vào ngày 9 tháng 1 năm 2020 trên kênh VTV3. Ban đầu, phim dự kiến có 34 tập nhưng sau đó đã được tăng lên thành 46 tập.

## Nội dung
Phim xoay quanh cuộc đời của Nguyễn Hồng Khuê (Hồng Diễm) - một cô gái dịu dàng và hiền lành. Bước ngoặt của cuộc đời Khuê là khi cô lỡ có thai với Thái (Ngọc Quỳnh) và đành bỏ ngang con đường học hành khi đang học năm cuối Đại học để làm đám cưới với Thái. Cũng từ đây, Khuê trở thành một bà nội trợ đúng nghĩa, hy sinh trọn vẹn thanh xuân để vun vén tổ ấm gia đình. Suốt 10 năm chỉ ở nhà cơm nước, nội trợ, Khuê sống hoàn toàn phụ thuộc vào chồng. Và chuyện gì đến cũng phải đến khi Thái công khai cặp bồ. Cuộc hôn nhân bấy lâu mà Khuê cố gắng vun đắp gìn giữ có nguy cơ đổ vỡ.
Ngược với Khuê, San (Diệu Hương) - bạn thân của cô -  lại là người thành đạt trong công việc. Tuy nhiên, San vướng vào mối quan hệ mẹ chồng nàng dâu căng thẳng. Dù được chồng yêu thương nhưng những mâu thuẫn cứ kéo dài âm ỉ từng ngày không có lối thoát khiến cô cảm thấy mệt mỏi, chán nản với cuộc sống hôn nhân này.

## Diễn viên

### Diễn viên chính
- Hồng Diễm trong vai Khuê
- Ngọc Quỳnh trong vai Thái
- Hồng Đăng trong vai Bảo
- Lương Thanh trong vai Trà
- Thanh Quý trong vai Bà Kim
- Hoàng Cúc trong vai Bà Hồng
- Hồng Quang trong vai Dũng
- Diệu Hương trong vai San
- Trọng Nhân trong vai Khang
- Kiều Thanh trong vai Kiều Dung
- Công Lý trong vai Thầy Thông
- Lại Phú Đôn trong vai Ông Đại
- Bích Thủy trong vai Bà Đại
- Quế Hằng trong vai Bà Mỹ Kha

### Diễn viên phụ
- Trọng Lân trong vai Hưởng
- Châu Sa trong vai Hoa
- Bé Hồng Nhung trong vai Bống
- Bé Phụng Nghi trong vai Mun
- Trần Tài trong vai Giang
- Mạnh Hưng trong vai Hùng
- Trí Đức trong vai Tuấn
- Lương Giang trong vai Ngân
- Thùy Dương trong vai Lan
- Việt Dũng trong vai Tũn
- Trọng Minh trong vai Quân
- Phương Hạnh trong vai Bà Ngọc
- Cao Diệp Anh trong vai Hoài

## Ca khúc trong phim
Bài hát cuối phim là "Vệt nắng nhạt nhòa" sáng tác Lê Anh Dũng do ca sĩ Thùy Chi thể hiện.

## Giải thưởng
| Năm  | Lễ trao giải    | Hạng mục                                | Đề cử                   | Kết quả       | Tham khảo   |
| ---- | --------------- | --------------------------------------- | ----------------------- | ------------- | ----------- |
| 2019 | Ngôi Sao Xanh   | Nam diễn viên truyền hình xuất sắc nhất | Hồng Đăng               | Đề cử         | [ 3 ] [ 4 ] |
| 2019 | Ngôi Sao Xanh   | Nam diễn viên truyền hình xuất sắc nhất | Ngọc Quỳnh              | Đề cử         | [ 3 ] [ 4 ] |
| 2019 | Ngôi Sao Xanh   | Nữ diễn viên truyền hình xuất sắc nhất  | Diệu Hương              | Đề cử         | [ 3 ] [ 4 ] |
| 2019 | Ngôi Sao Xanh   | Nữ diễn viên truyền hình xuất sắc nhất  | Lương Thanh             | Đề cử         | [ 3 ] [ 4 ] |
| 2019 | Ngôi Sao Xanh   | Nữ diễn viên truyền hình xuất sắc nhất  | Hồng Diễm               | Đề cử         | [ 3 ] [ 4 ] |
| 2019 | Ngôi Sao Xanh   | Gương mặt triển vọng                    | Hồng Nhung              | Đề cử         | [ 3 ] [ 4 ] |
| 2019 | WeChoice Awards | Phim truyền hình của năm                | Hoa hồng trên ngực trái | Đề cử         | [ 5 ] [ 6 ] |
| 2019 | Giải Cánh diều  | Phim truyện truyền hình                 | Hoa hồng trên ngực trái | Cánh Diều bạc | [ 7 ]       |
| 2019 | Giải Cánh diều  | Nam diễn viên chính xuất sắc            | Ngọc Quỳnh              | Đoạt giải     | [ 7 ]       |
| 2019 | Giải Cánh diều  | Nữ diễn viên chính xuất sắc             | Hồng Diễm               | Đoạt giải     | [ 7 ]       |
| 2020 | Ấn tượng VTV    | Nữ diễn viên ấn tượng                   | Hồng Diễm               | Đoạt giải     | [ 8 ]       |
| 2020 | Ấn tượng VTV    | Phim truyền hình ấn tượng               | Hoa hồng trên ngực trái | Đoạt giải     | [ 8 ]       |